# Potențial de repaus
Potențialul de repaus este aplicarea noțiunii de potențial electric la starea de polarizare electrică a unei celule biologice (de exemplu neuron) când nu primește stimuli din exterior. El are sarcini electrice pozitive in exterior si negative în interior, de obicei diferența de potențial electric rezultată fiind de -70mV.

## Mod de realizare
Prin transport activ de ioni Na+ și K+ este inițiată apariția potențialului de repaus: trei ioni de Na+ sunt expulzați din celulă, iar doi ioni de K+ sunt atrași în celulă. Acest transport se realizează prin pompele de Na+ si K+, fiind niște pompe electrogene. Aceaste pompe sunt reprezentate de enzima ATP-aza Na+- și K+-dependentă, care se activează prin descompunerea ATP(adenozin trifosfat) în ADP(adenozindifosfat).
Difuzia ionilor este alt factor care duce la apariția potențialului de repaus. Inegalitatea distribuției ionilor de Na+ si K+ în apropierea membranei cât și permeabilitatea inegală a membranei duce la apariția sarcinii pozitive in exteriorul celulei și negative în interiorul ei. La un moment dat se ajunge la un potențial de echilibru.
Echilibrul Donnan se referă la faptul că proteinele incărcate negativ nu pot ieși din celulă, în timp ce proteinele incărcate pozitiv pot face acest lucru foarte ușor.
Când celula este stimulată apare o schimbare a diferenței de potențial ceea ce duce la apariția potențialului de acțiune sau la potențialul local.